# Democratisch onderwijs
Mate van vrijheid
van de lerende om zijn eigen leerproces in te richten (afnemend van boven naar beneden)
| Vrij        |
| Onderneming |
| Project     |
| Probleem    |
| Opdracht    |
| Taak        |
| Instructie  |

Het voornaamste middel dat de onderwijsvorm gebruikt is een indicatie
Democratisch onderwijs is een wereldwijde beweging waarbij gestreefd wordt naar een zekere mate van beslissingsbevoegdheid van studenten in de organisatie van hun eigen school.

## Definitie

### IDEC
Er is geen algemeen aanvaarde definitie van de term, maar op de IDEC (International Democratic Education Conference) in 2005 zijn de deelnemers het eens geworden over de volgende verklaring:
"Wij geloven dat in een democratische educatieve instelling, jongeren het recht hebben:
- Individueel te beslissen hoe, wanneer, wat, waar en met wie ze leren
- Op een gelijk aandeel in de besluitvorming over hoe hun organisaties - in het bijzonder hun scholen - worden bestuurd, en welke regels en sancties, indien nodig, aanwezig zijn".

### EUDEC
De EUDEC (European Democratic Education Community) hanteert de volgende definitie:
De twee pijlers van democratisch onderwijs zijn:
- zelfgestuurd leren
- een leergemeenschap op basis van gelijkheid en wederzijds respect

#### Zelfgestuurd leren
Leerlingen op democratische scholen kiezen zelf hoe ze hun schooltijd doorbrengen, welke interesse ze na streven en hoe zich voorbereiden op hun latere leven. Leren kan plaatsvinden in de klas, net als op de conventionele scholen, maar tegelijk bestaat er veel ruimte om op geheel eigen wijze te leren, zoals door zelfstudie, onderzoek via het internet, spelletjes spelen, vrijwilligerswerk doen, projecten maken, musea bezoeken, reizen en gesprekken voeren met vrienden en de staf/begeleiders.

#### Een gemeenschap op basis van gelijkheid en wederzijds respect
Volgens de EUDEC is de beste omgeving om in te leren een omgeving waarin rechten en meningen worden gerespecteerd.
Democratische scholen hebben schoolvergaderingen waarin alle leden van de gemeenschap een gelijke stem hebben, ongeacht leeftijd of status. Studenten en docenten kunnen bij elkaar zitten als gelijken om over school regels, curricula, projecten, in sommige gevallen over het inhuren van personeel of zelfs over begrotingszaken te discussiëren en te stemmen.
Het resultaat: tolerante, open-minded, verantwoordelijke personen die weten hoe ze hun mening moeten uiten en kunnen luisteren naar die van anderen, die goed opgeleide, actieve burgers voor een moderne democratische samenleving vormen.

## Geschiedenis

#### John Locke
John Locke (1632-1704) is een Engelse filosoof. Hij publiceerde Some Thoughts Concerning Education in 1693. Gedurende zijn schooltijd en periode aan de universiteit had Locke een duidelijke afkeer van het gebruikte onderwijssysteem. In de geneeskunde laakt hij de scholastiek, die nog gepraktiseerd wordt en die al binnen andere vakgebieden was aangevallen door Bacon en Hobbes, en hij pleitte voor de experimentele methoden die door zijn vriend Sydenham, de bekende arts uit zijn tijd. Locke gaat uit dat een kind geboren wordt met een tabula rasa (een schone lei) ofwel een leeg hoofd dat met ervaringen gevuld wordt. Ook al ging Locke uit van een tabula rasa, hij geloofde wel dat kinderen aangeboren talenten en interesses hebben. Hij adviseerde ouders bijvoorbeeld om zorgvuldig te kijken naar hun kinderen om hun aangeboren talent te ontdekken en de eigen interesses van hun kinderen te ondersteunen, in plaats van hen te dwingen deel te nemen aan activiteiten waar zij een hekel aan hebben. Het humanistisch ideaal beeld was een mens die alle kennis omarmt en zijn capaciteiten ten volle ontwikkeld, de homo universalis. Veel van deze ideeën hebben een basis gevormd voor educatieve hervormers door de tijd. Locke wordt ook gezien als de grondlegger van het liberalisme; hij was de eerste die met ideeën kwam als economische vrijheid en intellectuele vrijheid.

#### Jean-Jacques Rousseau
Het boek van Jean-Jacques Rousseau (1712-1778) met een advies over onderwijs, Émile, werd voor het eerst gepubliceerd in 1762. De Émile werd kort na verschijnen in beslag genomen en op de trappen van het hooggerechtshof verbrand. Op aanraden van de Nederlandse ambassadeur Mattheus Lestevenon werd de Émile enkele weken later ook door de Staten van Holland verboden. Rousseau gaat ervan uit dat een kind voor alles mens moet worden, daarna vindt hij zijn weg in de maatschappij vanzelf. In Émile verwerpt Rousseau alle opvoedingsstructuren zoals scholen en boeken. Volgens hem doden de op scholen gedoceerde pasklare oplossingen de fantasie en de nieuwsgierigheid. Hoewel Rousseau vaak aangehaald wordt in teksten als een voorbeeld voor zelfgestuurd onderwijs, gaat de onderwijskundige filosofie van Rousseau in werkelijkheid uit van het bestaan van een "Algemene wil". Een intellectuele elite was in staat om de elementen te bepalen van die "algemene wil", en door het bezit van de kennis van deze "algemene wil" deze met dwang uit te voeren. Met een achteloosheid die grenst aan cynisme, merkt Rousseau op dat "Er geen betere manier van onderwerpen is, dan de manier die de schijn van vrijheid behoudt", en dat "Het kind zonder twijfel niets anders moet doen dan wat hij wil, maar dat hij ook niets anders moet doen dan wat de leraar wil; hij mag geen enkele stap maken die de leraar niet heeft voorzien".

#### Leo Tolstoj en Jasnaja Poljana
Locke en Rousseau hielden zich alleen bezig met de opvoeding van kinderen van de rijke elite, maar Leo Tolstoj (1828-1910) zette een school op voor boerenkinderen. Dit was op zijn eigen landgoed Jasnaja Poljana, in Rusland, in de late 19e eeuw. De school ontstond geheel vrij op basis van principes geïnitieerd door leraren en leerlingen. En in weerwil van de overheersende invloed van de leraar, de leerling altijd had het recht had om niet naar school te komen, of, als hij kwam, om niet te luisteren naar de leraar. Daarnaast had de leraar het recht om een leerling te weigeren, en hij moest al zijn invloed gebruiken de gemeenschap te overtuigen, waarin de kinderen altijd in de meerderheid waren.
Tolstoj schreef dat alleen in de afwezigheid van macht en dwang natuurlijke relaties worden onderhouden tussen leraar en leerlingen. De leraar definieerde de grenzen van de vrijheid in de klas door zijn kennis en zijn managementcapaciteiten. En de leerlingen, schreef Tolstoj, moeten worden behandeld als redenerende en redelijk denkende wezens, alleen dan zouden ze erachter komen dat orde essentieel is en dat zelfbestuur nodig is om orde te bewaren. Als leerlingen echt geïnteresseerd zijn in wat er wordt geleerd, verklaarde hij, zou er geen wanorde heersen, en als dat wel voorkwam dan zouden de geïnteresseerde leerlingen de wanordelijke leerlingen vragen om aandacht.

#### Janusz Korczak
In 1912 richtte Janusz Korczak (1878-1942) het Joodse weeshuis Dom Sierot op in Warschau dat op democratische wijze was georganiseerd. Dom Sierot was een soort republiek voor kinderen met een eigen parlement, een gerechtshof en een krant. Het schoolparlement hanteerde een lijst van straffen, variërend van mild tot uitsluiting van de school. Korczak schreef: "De rechters zijn de kinderen zelf, en ze weten hoe moeilijk het is om nooit iets verkeerd te doen, en ze weten ook dat iedereen zich verbeteren kan, zolang hij wil en serieus probeert." Door zijn aanpak werd hij bekender als pedagoog dan als kinderarts.
Heel scherp heeft hij gezien hoe volwassenen kinderen bewust, maar meestal onbewust, gebruiken als een soort verlengstuk van zichzelf. Je kunt een kind domweg aan je macht onderwerpen, maar je kunt, en dat is veel subtieler, een kind ook zo psychologisch omarmen en beïnvloeden dat het geestelijk onvrij is geworden om zichzelf te zijn. In het boek Het recht van het kind op respect schrijft Korczak over deze onderwerping het volgende: "De maatschappij heeft jou die kleine wildebras toevertrouwd, opdat je hem omvormt en dresseert, hem voor zijn omgeving acceptabel maakt, en nu wacht zij af. De staat wacht, de kerk wacht en zijn toekomstige werkgever. Zij eisen, wachten en letten op. (...) Het kind heeft het recht te groeien, te manen, te eisen; het heeft het recht te groeien, te rijpen en eenmaal gerijpt, vruchten af te werpen. De heel moderne pedagogiek is erop gericht gemakkelijke kinderen te vormen, consequent en stap voor stap streeft zij ernaar al datgene te breken, te onderdrukken en uit te bannen, wat de wil en de vrijheid van het kind betreft, de kracht van zijn innerlijk leven, zijn verlangens en zijn voornemens."

#### A.S. Neill en Summerhill
De oudste democratische school die nog steeds bestaat is Summerhill, gevestigd in Suffolk, Engeland, maar opgericht in Duitsland in 1921. A. S. Neill (1883-1973), de uit Schotland afkomstige oprichter, schreef veel invloedrijke boeken, waaronder The Problem Child (1926), The Problem Parent (1932), That Dreadful School (1937) en Hearts Not Heads in the School (1945), allemaal gepubliceerd door Herbert Jenkins, en Summerhill, a Radical Approach to Child-rearing (1960) gepubliceerd door Hart Publishing. Summerhill is bekend om de filosofie dat kinderen het beste leren zonder dwang. Alle lessen zijn optioneel, en leerlingen zijn vrij om te kiezen wat te doen met hun tijd. Neill stichtte Summerhill met de overtuiging dat "de functie van een kind is om zijn eigen leven te leiden - niet het leven wat zijn bezorgde ouders denken dat hij zou moeten leven, niet een leven volgens het doel van een opvoeder die denkt dat hij weet wat het beste is".
Naast het nemen van controle over hun eigen tijd kunnen de leerlingen deelnemen aan de zelfbesturende gemeenschap van de school. Schoolvergaderingen worden drie keer per week gehouden, waarin de leerlingen en de staf een gelijke stem in de beslissingen hebben die hun leven op school beïnvloeden, waarin problemen worden besproken en schoolregels worden gewijzigd. Summerhill werkt volgens de basisprincipes van democratie, gelijkheid en vrijheid.
Summerhill heeft een niet bepaald perfecte relatie met de Britse regering, en is nog steeds de meest geïnspecteerde school in het land. Tijdens de jaren 90 werd de school dan ook negen keer gecontroleerd. Later bleek dat dit was omdat OFSTED (het "Office for Standards in Education", de Britse onderwijsinspectie) Summerhill op een geheime lijst van 61 onafhankelijke scholen had gemarkeerd als TBW ("To Be Watched", om in de gaten te houden). In maart 1999, na een grondige inspectie van OFSTED, verordende de toenmalige staatssecretaris van Onderwijs en Werkgelegenheid, David Blunkett, de school in een klaagschrift om het beleid van de school rondom de niet-verplichte lessen aan te passen. Het niet naleven binnen zes maanden van een dergelijk klaagschrift leidt meestal tot sluiting, maar Summerhill koos ervoor om de verordening te betwisten in de rechtbank.
De zaak kwam voor een speciaal educatief tribunaal in de High Court van Londen in maart 2000, waarbij de school werd vertegenwoordigd door de bekende mensenrechtenadvocaten Geoffrey Robertson en Mark Stephens. Na vier dagen rechtszitting heeft de overheid de zaak opgegeven, en is men een regeling overeengekomen. De leerlingen die de hoorzitting die dag bijwoonden hielden een schoolvergadering en debatteerden of ze de schikking zouden accepteren. Ze stemden unaniem om dit te doen. Tijdens de laatste volledige inspectie op 5 oktober 2011 was de conclusie dat de school op de meeste gebieden uitstekend scoorde en goed op andere gebieden.
De televisieproductie Summerhill uit 2008, uitgezonden op BBC1 en CBBC als een serie en op BBC Four als een one-off drama, werd deels opgenomen op Summerhill en liet een zeer gedramatiseerde versie van de rechtszaak in 2000 zien en de gebeurtenissen in de aanloop naar dit feit. Nu openbaar gemaakt door de regisseur en producer Jon East.

#### Kees Boeke en de Werkplaats
Op 6 januari 1926 neemt Kees Boeke (1884-1966) zijn kinderen van school en begint hen in een huiskamer les te geven. Op dat moment wordt het schoolgeld niet meer geïnd via de school, maar via de staatsbelasting. Daar wil Boeke niet aan meebetalen. En zo begint de Werkplaats Kindergemeenschap (WP) in Bilthoven.
Kees Boeke is anarchist, pacifist, vegetariër, geheelonthouder en onderwijsvernieuwer. De werkplaats ging uit van een participerende gemeenschap. In de maandelijks gehouden "Bespreking" werden beslissingen genomen, waarbij niet bij meerderheid, maar bij volledige overeenstemming van stemmen besloten werd. Kees Boeke zou hiervoor later de term "Sociocratie" gaan gebruiken. In de maandelijks gehouden "Werkverdeeling" werden de uit te voeren taken en werkzaamheden verdeeld, waarbij gekozen kon worden uit: De Centrale Leiding, Schoonmaken en opruimen, De Bespreking, De maaltijd, De Bij (het periodiek op school) en Diversen.
Na de oorlog brak er voor de Werkplaats een nieuwe periode aan: hij werd steeds meer erkend als gezaghebbend vernieuwend instituut. Dit blijkt ook uit het feit dat prinses Juliana haar drie oudste dochters in 1946 tot 1951 naar de Werkplaats liet gaan. In Grondregelen van de Werkplaats Kindergemeenschap Bilthoven (WKB) werd nog gesteld: "Geldelijke steun uit overheidskassen wordt niet aanvaard".
Hoewel de Werkplaats zich nooit als democratische school heeft gemanifesteerd, zijn de beginselen, zeker in de periode dat Kees Boeke zelf nog betrokken was bij de school, kenmerkend voor een vorm van democratisch onderwijs. Door overheidssubsidie en modernisering zijn echter veel van zijn idealen verwaterd. Tegenwoordig is de Werkplaats een reguliere school, maar er wordt nog wel onderwezen volgens de ideeën van Kees Boeke. Het sociocratisch beslissingsmodel vormde een grote inspiratie voor Iederwijs en de daarvan afgeleide democratische scholen in Nederland.

#### De Sudbury Valley School
De Sudbury Valley School, een democratische school opgericht in Framingham, Massachusetts in de Verenigde Staten in 1968, heeft model gestaan voor tientallen Sudbury scholen over de hele wereld. De Sudbury Valley School is een plek waar mensen zelf bepalen hoe ze hun dagen doorbrengen. Op de Sudbury Valley School beslissen studenten individueel wat ze met hun tijd doen, en leren ontstaat als bijproduct van hun persoonlijke activiteiten, interacties en ervaringen, in plaats van door klassen of een standaard curriculum. Deze vrijheid is de kern van de school, dit is hun recht en wordt niet geschonden. De school wordt bestuurd volgens het model van een traditionele "New England town meeting", als een directe democratie. Democratische beslissingen worden genomen volgens de Robert's Rules of Order. Over activiteiten in de school wordt besloten in de wekelijkse schoolvergadering, waarin elke student en staflid een stem heeft. Er wordt besloten over gedragsregels, het gebruik van faciliteiten, uitgaven, het aanwerven van staf, en alle zaken die nodig zijn bij het runnen van een organisatie. Daniel Greenberg (voormalig professor natuurkunde), een van de oprichters van de school, schreef vele boeken over de school en over onderwijs in het algemeen. Peter Gray (hoogleraar psychologie en auteur van het ook aan Nederlandse universiteiten gebruikte handboek "Psychology") heeft veel onderzoek gedaan en gepubliceerd over de werking en het succes van de school en over de natuurlijke ontwikkeling bij kinderen.

#### Iederwijs en democratische scholen in Nederland
In navolging van de oprichting van Tresore eind jaren 1990 opende in 2002 in Schoonhoven een vernieuwende school haar deuren, Iederwijs. Iederwijs werd opgericht door het initiatief van Bas Rozenbrand en Eefke Eijgenstein, beide werkzaam als onderwijzer. Yolanda Eijgenstein, zakenvrouw van het jaar 1997, ondersteunt de school in de media. Geïnspireerd door hun eigen ervaringen in hun werk met kinderen op school en de kennis van boeken van o.a. Greenberg en Rebeca en Mauricio Wild, vertaalden zij dit in een eigen concept: Iederwijs. Beslissingen binnen de school worden in een wekelijkse schoolkring op een sociocratische wijze genomen. Het onderling contact, met gebruik van geweldloze communicatievormen is een middel om te mediëren bij onderlinge verschillen of regelovertredingen. Door de bekendheid van de school werden er in korte tijd, tussen 2003 en 2004, overal in Nederland Iederwijs-scholen opgericht, maar veel Iederwijs-scholen sloten vanaf 2005 weer de deuren of stapten over op een ander type onderwijs. Belangrijkste reden was dat ze financieel niet rond konden komen. De oorspronkelijke Iederwijs-school verhuisde van Schoonhoven naar Lopik en sloot in 2007 haar deuren. In september 2009 was alleen Wonderwijs in Loenen (Apeldoorn) nog een Iederwijs-school, tot ook deze op 1 augustus 2013 haar deuren sloot.
Enkele scholen hebben zich afgesplitst van Iederwijs en zijn onder een eigen identiteit, maar wel als democratische school verdergegaan. Ook zijn er nieuwe democratische scholen opgericht die onder toezicht van de Inspectie van het Onderwijs opereren. Deze scholen worden minimaal 1 keer per jaar bezocht en beoordeeld.

#### Democratisch onderwijs in Israël
In Israël is de eerste democratische school opgericht in 1987, de Democratic School of Hadera door Yaacov Hecht. Sindsdien is er een hele beweging in Israël ontstaan in oprichting van verschillende democratische scholen. Op dit moment zijn er meer dan 20 scholen verdeeld over het land, waaronder ook twee volledig geaccepteerde Sudbury-scholen, en daarnaast meerdere op democratie geschroeide instituten. Yaacov Hecht richtte "The institute For Democratic Education" op, een instituut dat democratisch onderwijs ondersteunt in Israël. De eerste grote Internationale Conferentie van Democratisch Onderwijs, de IDEC, vond plaats in Hadera in 1993. Israel mag zich met recht voorloper noemen in de acceptatie van democratisch onderwijs. Yaacov Hecht houdt zich nu bezig met de ontwikkeling van het concept van Educational Cities.

#### Democratisch onderwijs in Europa en over de wereld
Wereldwijd zijn er meer dan 200 democratische scholen en communities in meer dan 30 landen, met bij elkaar meer dan 40.000 leerlingen. De reden voor democratisch onderwijs wordt beschreven als: "Binnen democratisch onderwijs laten jonge mensen verantwoordelijkheid, zorg voor anderen, fantasie en gezond verstand zien - kwaliteiten die worden geremd wanneer deze waarden worden opgelegd door volwassenen."  AERO pleit voor een nieuw begrip van het onderwijs dat de natuurlijke ontwikkeling van de mens erkent en welke de fundamentele mensenrechten toepast op kinderen. Voor Europa is in 2006 de European Democratic Education Community (EUDEC) opgericht. EUDEC is een non-profitorganisatie die democratisch onderwijs promoot als een verstandig educatief model voor alle democratische landen. De leden zijn individuen, scholen en instellingen in heel Europa met tientallen jaren ervaring in het democratisch onderwijs.

## Theoretische achtergrond
Hoewel vormen van democratisch onderwijs even talrijk zijn als vormen van democratie, is een algemene definitie van democratisch onderwijs: "een opleiding op basis van zeggenschap over het leren zelf". De doelstellingen van democratisch onderwijs variëren afhankelijk van de deelnemers, de locatie en toegang tot middelen. 
Er is geen algemene literatuurbasis verspreid over meerdere disciplines, voor democratisch onderwijs. Er zijn echter theorieën op democratisch onderwijs uit de volgende invalshoeken:

### Cognitieve theorie
Vanuit de praktijktheorie-beweging, wordt er met hernieuwde belangstelling gekeken naar de ontwikkeling van kinderen. Jean Piaget's theorie van universele stappen in het vormen van begrip en algemene patronen in het verwerven van kennis werd uitgedaagd door ervaringen bij democratische scholen. "Geen twee kinderen nemen ooit dezelfde weg. Er zijn er maar weinig vergelijkbaar. Elk kind is zo uniek, zo uitzonderlijk."
Jean Lave was een van de eerste en meest prominente sociale-antropologen die cognitie binnen de context van de culturele instellingen bediscussieerde en die een stevig argument tegen de functionalistische psychologie neerlegde waar veel pedagogen impliciet aan refereren. Voor Lave is leren een proces gestuurd door een actor binnen een bepaalde context. De vaardigheden of kennis geleerd in één proces zijn niet generaliseerbaar noch betrouwbaar over te brengen naar andere gebieden van het menselijk handelen.
De bredere implicaties, bereikt door Lave en anderen die zich specialiseren in gesitueerd leren, zijn dat buiten het argument dat bepaalde kennis noodzakelijk is om een lid van de samenleving te zijn  (Durkheimiaans argument), is kennis geleerd in de context van een school niet betrouwbaar overdraagbaar naar andere contexten van de praktijk.
John Locke stelt dat kinderen in staat zijn te redeneren op jonge leeftijd: Ze begrijpen redeneren net zo vroeg als dat ze hun taal leren; ze houden ervan om te worden behandeld als rationele wezens, eerder dan je je kunt voorstellen" Hier was Rousseau het niet mee eens en vond dat je macht moet uitoefenen over kinderen en met hen daarover moet redeneren.
Mensen zijn van nature nieuwsgierig en democratisch onderwijs steunt de overtuiging dat de drive om te leren voldoende sterk is om kinderen te motiveren om effectieve volwassenen te worden.

#### Kritiek op de cognitieve theorie
Hier volgen een aantal veelgehoorde tegenargumenten op basis van de cognitieve theorie. Het menselijk brein is niet volledig ontwikkeld tot volwassenheid. Een nadeel van tieners verantwoordelijk te laten zijn voor hun eigen onderwijs is dat "jonge hersenen zowel snelgroeiende synapsen en secties hebben die niet verbonden blijven. Dit maakt tieners gemakkelijk beïnvloedbaar door hun omgeving en meer gevoelig voor impulsief gedrag". Het tienerbrein is nog niet klaar voor het nemen van verantwoordelijkheid.
Hierover kunnen we stellen dat binnen de context van een democratische school, tieners veilig kunnen experimenteren met hun gedrag en zich gewaardeerd voelen in hun worsteling om groot te worden, zonder zich tegen een macht te hoeven keren. Tevens moet worden gesteld dat de meeste theorieën zich baseren op tieners in een omgeving waarin zeggenschap, verantwoordelijkheid en autonomie niet worden gepraktiseerd. Deze wetenschappen zijn waar, binnen de context waarin zij zijn onderzocht, maar kunnen niet als algemeen waar beschouwd worden. De hele problematiek rond het gedrag van tieners is volgens Epstein  het gevolg van een kunstmatige voortzetting van de kinderleeftijd in onze cultuur. Epstein beweert dat tieners zich totaal anders zouden gedragen als we ze als volwassenen zouden benaderen. Als ze aangesproken worden op hun verantwoordelijkheidsgevoel dan blijken ze veelal uitstekend in staat om adequaat te reageren. Volgens de data die Epstein in samenwerking met Dumas verzamelde in diverse steden in de VS zijn tieners vrijwel net zo competent als volwassenen op een groot aantal terreinen. Op sommige gebieden blijken tieners soms zelfs beter te presteren dan volwassenen.

### Ethiek
Democratie kan worden gewaardeerd op ethische gronden.

### Culturele theorie
Democratisch onderwijs is consistent met de culturele theorie dat "leren op school voortdurend met het leven buiten de school verbonden moet zijn" en “dat kinderen actieve deelnemers in de controle en de organisatie van hun gemeenschap zouden moeten worden”.
Onderzoek naar jager-verzamelaars samenlevingen wijst uit dat vrij spel en exploratie een effectieve manier is in het aanleren van morele en culturele waarden door kinderen.
Volgens George Dennison zijn democratische omgevingen sociale toezichthouders: Onze wens om vriendschappen te onderhouden, respect te wekken en 'natuurlijk gezag' te onderhouden moedigt ons aan om te handelen op sociaal aanvaardbare manieren (dwz cultureel bepaalde praktijken van rechtvaardigheid, eerlijkheid, gemoedelijke sfeer enz.).

#### Kritiek op de culturele theorie
Een veelgehoorde kritiek op basis van de culturele theorie is dat kinderen worden beïnvloed door veel invloeden buiten de school en dat scholen kinderen het besef zouden moeten bijbrengen van het bestaan van die invloeden en hen het vermogen deze te bekritiseren. De kritiek is dat als kinderen zich vrij in een ongeorganiseerde en ongestructureerde omgeving bevinden, ze overgeleverd zijn aan de blinde krachten van de venters, wier voornaamste doel niet de kinderen, niet de waarheid, noch een fatsoenlijke toekomst van de samenleving is."  Een andere kritiek van Émile Durkheim stelt dat de moderne samenlevingen zo complex zijn, veel complexer dan primitieve jager-verzamelaars samenlevingen-en de rollen die individuen in de samenleving moet invullen zijn gevarieerd zijn, dat formeel massaonderwijs nodig is om sociale solidariteit en wat hij seculiere moraal noemt 'in te boezemen'.
Hiertegenover kunnen wij stellen dat de vele scholen die zich baseren op een vrij onderwijs aantonen dat kinderen in die omgeving zeer bewust zijn van hun wereld en alles wat er op hen afkomt. Het kunnen overleven in een complexe samenleving vereist het kunnen oefenen met diezelfde complexiteit. Op een democratische school is dit de dagelijkse praktijk.

### Politieke theorie
Er is een verscheidenheid van politieke componenten aan democratische scholen. Eén auteur identificeert die elementen als het recht op inclusiviteit, gelijke deelname aan besluitvorming en gelijke aanmoediging tot succes. Het Instituut voor de principes van democratisch onderwijs identificeert verschillende politieke principes:
- de interactie tussen democratische filosofie en onderwijs,
- pluralistisch onderwijs
- school administratie door middel van democratische procedures,
- onderwijs op basis van respect voor de mensenrechten,
- dialogische evaluatie,
- dialogische relaties en
- kritisch-sociaal denken.[66]

#### Effect op de kwaliteit van het onderwijs
De aard van de politieke socialisatie die plaatsvindt in democratische scholen is sterk gerelateerd aan de deliberatieve democratie theorie. Claus Offe en Ulrich Preuss, twee theoretici van de politieke cultuur van deliberatieve democratie beweren dat deliberatieve democratie "een open-einde en continu leerproces waarin de rollen van zowel de 'leraar' en het 'curriculum' ontbreken” vereist. Met andere woorden, wat geleerd moet worden is een zaak die we moeten verankeren in het proces van het leren zelf.
De politieke cultuur van een deliberatieve democratie en haar instellingen, stellen zij, zouden "dialogische vormen van het uiten van iemands stem" moeten ondersteunen, wat bereikt zou kunnen worden " binnen een kader van vrijheid, waarbinnen paternalisme wordt vervangen door autonoom zelf-leiderschap, en technocratisch elitarisme door het bevoegde en zelfbewuste oordeel van de burger.
Het doel van de curriculaire, administratieve en sociale werking van democratische scholen is het leren maken van "echte keuzes over fundamentele aspecten van hun leven door de leerlingen " en wat gebeurt binnen en voor de democratie. Het kan gaan om "een proces waarbij docenten en studenten samenwerken om een curriculum te construeren waarin iedereen is opgenomen. " Democratische scholen leren leerlingen "om bewust deel te nemen in het vormen van hun samenleving, en in het bewust nabootsen van de sociale en culturele waarden. Deze rol vraagt dat democratische scholen in een instelling plaatsvindt met verscheidenheid aan mogelijkheden en dat er een verscheidenheid van mensen aan deelneemt, waaronder “ouders, leraren en gewone burgers." Democratische scholen staan daarmee midden in de maatschappij, als afspiegeling van die maatschappij.

#### Voorbereiding voor het leven in een democratie
De "sterkste, politieke beweegreden" voor democratische scholen is dat het "de deugden van democratisch overleg leert omwille van een toekomstig burgerschap."  Op dit type onderwijs wordt vaak gezinspeeld in de deliberatieve democratie literatuur als de noodzakelijke en fundamentele sociale en institutionele verandering die nodig is om een democratie te ontwikkelen die intensieve deelname aan groepsbesluitvorming en onderhandelingen en zinvol sociaal leven tot gevolg heeft.

#### Burgerschapsvorming
Het concept van het verborgen curriculum omvat het geloof dat door iets te onderwijzen op een autoritaire manier er impliciet autoritarisme onderwezen wordt. Het op een verplichte manier onderwijzen van burgerschapsvorming, ondermijnt de uiteindelijke lessen in democratie. Een gemeenschappelijk geloof in democratische scholen is dat democratie moet worden ervaren om het te leren.  Dit argument voldoet aan het onderzoek van cognitie-in-context door Lave.
Een andere veel voorkomend geloof die de praktijk van de verplichte lessen burgerschapsvorming ondersteunt, is dat het doorgeven van democratische waarden een opgelegde structuur vereist. 
Argumenten voor hoe democratie over te dragen en hoeveel en hoe vroeg kinderen democratisch te behandelen worden in diverse referenties genoemd, met betrekking tot inspraak door de leerling, jongerenparticipatie en andere elementen van medezeggenschap door jeugd. Derry Hannam onderzocht in 2001 het effect van leerling participatie in besluitvorming op het aanleren van democratische waarden en burgerschapsvorming voor het Britse Ministerie van Onderwijs (DfEE) en concludeerde dat er een duidelijk positief effect meetbaar is in die scholen waar actieve democratische besluitvorming wordt toegepast, zowel op cognitief gebied als op het aanleren van leven in een democratische samenleving.

### Economische theorie
De belangrijkste kenmerken van democratische scholen komen overeen met de nieuwe consensus over de 21e-eeuwse business en management praktijk. Kenmerkend is onder meer samenwerking, gedecentraliseerde organisatie, en radicale creativiteit.

### Curriculum theorie
Democratische scholen hanteren geen officieel curriculum, wat elke student doet kan eigenlijk worden beschouwd als een persoonlijk curriculum.
Dewey was een vroege aanhanger voor zelfgestuurd onderwijs, waarin de vragen en interesses van de leerling het curriculum vormgeven, als tegenhanger voor het "Industrieel georganiseerde onderwijs" wat domineerde als vorm voor het onderwijs in de 20e eeuw. Hoewel er een heropleving was van vraaggestuurd onderwijs in de jaren 1980 en 1990 de beweging tot standaardisering in de 21ste eeuw en de daarmee gepaard gaande schoolhervormingsbeweging hebben de meeste pogingen tot authentieke onderzoeksgerichte democratische onderwijspraktijken vermangeld. De standaardiseringsbeweging heeft de nadruk gelegd op het toetsen van rekenen en taalonderwijs, en daarmee de ontwikkeling van wetenschappelijk onderzoek, kunst en het kritisch denken verwaarloosd.
Democratische scholen onderwijzen niet specifiek lezen, schrijven en rekenen. Toch leert iedere leerling uiteindelijk deze basisvaardigheden als gevolg van het ontwikkelen van een interne motivatie.
Allen Koshewa heeft onderzoek gedaan naar de spanningen tussen democratisch onderwijs en de rol van de invloed van de leraar, waarin beschreven staat dat kinderen in een vijfde klas geprobeerd hadden om zich democratische praktijken toe te eigenen door het gebruik van ongepaste beïnvloeding om anderen te manipuleren, wat vaak voorkomt in representatieve democratieën waarbij het vaak niet gaat om het algemeen welzijn of het beschermen minderheidsbelangen. Hij vond dat de klassenvergaderingen en een nadruk op interpersoonlijke zorg geholpen hadden een aantal van deze uitdagingen te overwinnen. Ondanks de uitdagingen van het zelfgestuurd onderwijs blijken scholen die studenten in staat stellen om keuzes te maken over hun curriculum deze studenten te motiveren om te leren over democratie en het ervaren ervan.